# SIMPLEx
Pour les articles homonymes, voir Simplex.
SIMPLEx (Small Innovative Missions for Planetary Exploration)  est un programme spatial de l'agence spatiale américaine, la NASA, qui regroupe des missions d'exploration robotiques du système solaire à très faible coût : 55 millions US$ (hors coût de lancement et des opérations) soit 10% du coût des missions économiques du programme Discovery. Les sondes spatiales SIMPLEx doivent avoir une masse inférieure à 180 kilogrammes et sont lancées en tant que charge utile secondaire.
En 2025 le bilan du programme est très décevant, avec deux missions lancées mais s'étant conclu par des échecs (Q-PACE et LunarH-Map), une mission annulée pour cause de retard (Janus) et une mission repoussée faute de lanceur (ESCAPADE). Lunar Trailblazer, la mission la plus chère du programme à ce jour, échoue également peu après son lancement.

## Historique
Les deux premières missions du programme SIMPLEx, sélectionnées en 2015, étaient les CubeSats LunarH-Map et Q-PACE chargés respectivement de mesurer les concentrations d'hydrogène à la surface de la Lune et d'étudier les caractéristiques des collisions des particules de faible vélocité dans un environnement soumis à une microgravité. Les données recueillies par cette dernière mission devrait fournir des informations importantes sur la formation des planètes. EscaPADE a été sélectionnée en juin 2019 dans le cadre du deuxième appel d'offres de SIMPLEx avec deux autres projets (Janus et Lunar Trailblazer) parmi une douzaine de propositions.
Le 11 juillet 2023 la NASA annonce annuler Janus en raison de l'incapacité à trouver une nouvelle cible pour la mission, le retard pris par le lancement de la mission Psyché dont il constituait une charge utile secondaire ayant auparavant rendu impossible la mission initiale. La mission Lunar Trailblazer est lancée le 26 février 2025, mais le contact est perdu moins de 12 heures plus tard. Avec 72 millions de dollar c'est la mission la plus chère du programme à ce jour, au delà de l'enveloppe théorique maximale de 55 millions de dollar,. 

## Missions SIMPLEx
| Nom               | Sélection | Cible                             | Lancé avec                           | Date de lancement | Statut  |
| ----------------- | --------- | --------------------------------- | ------------------------------------ | ----------------- | ------- |
| Q-PACE            | SIMPLEx-1 | Disque protoplanétaires primitifs | LauncherOne Lancement multiple ELaNa | 17 janvier 2021   | Échec   |
| LunaH-Map         | SIMPLEx-1 | Lune                              | Artemis-1                            | 16 novembre 2022  | Échec   |
| Janus             | SIMPLEx-2 | Astéroïdes binaires               |                                      |                   | Annulée |
| Lunar Trailblazer | SIMPLEx-2 | Lune                              | IM-2                                 | 26 février 2025   |         |
| EscaPADE          | SIMPLEx-2 | Mars                              | New Glenn                            | 2025 (prévu)      |         |